# The Album (album Rygar)
The Album – pierwszy album studyjny holenderskiego projektu muzycznego Rygar, wydany w 2001. Kompozytorem wszystkich utworów był Michiel van der Kuy. Płyta zawiera dziesięć premierowych utworów oraz cztery wersje dwóch wcześniejszych kompozycji. 

## Spis utworów
1. "Introx" - 1:55
2. "Marsian Attack" - 6:22
3. "Startracks" /original mix/ - 6:05
4. "Cosmic Choir" - 5:10
5. "Battlestar Galactica" (Michiel van der Kuy, Glen Larson, Stu Phillips) - 4:44
6. "Spaceraiders" /original mix/ - 5:45
7. "Hexameron" - 5:54
8. "Sonic Mission" - 5:06
9. "Chantra" /starmix/ - 6:46
10. "Plutonic Ocean" - 4:47
11. "Startracks" /vocoder dub/ - 6:03
12. "Spaceraiders" /remix/ - 6:43
13. "Ursa Major" - 6:01
14. "Adagio" - 4:33

## Muzyka
Z uwagi na kilkunastoletnią przerwę między publikacją ostatniego singla Rygar Spaceraiders w 1989 roku a premierą pierwszego albumu w 2001 roku, The Album zawiera połączenie kilku różnych odcieni gatunku spacesynth. Zaskoczeniem było aż pięć premierowych utworów, utrzymanych w stylistyce ambient, znanej z płyty Ambiente zespołu Laserdance. Kompozycja Chantra została zrealizowana w stylu techno, w którym wówczas Michiel van der Kuy tworzył pod kilkoma innymi markami muzycznymi. Cztery utwory to wersje dwóch kompozycji, Star Tracks i Spaceraiders, opublikowanych na singlach w 1988 i 1989 roku. Utwór Battlestar Galactica to cover tematu muzycznego z amerykańskiego serialu SF pod tym samym tytułem. Trzy kompozycje, Introx, Marsian Attack oraz Sonic Mission, zostały ponownie opublikowane w 2004 roku na pierwszej płycie kolejnego projektu muzycznego van der Kuya i Roba van Eijka Area 51 zatytułowanej Jupiter Beyond (Marsian Attack pod zmienionym tytułem Martian Storm).

## Single
W latach 1988–1989 na singlach opublikowano utwory Star Tracks i Spaceraiders.